# Eunymphicus
Eunymphicus és un gènere d'ocells de la família dels psitàcids. El gènere va ser introduït l'any 1937 per l'ornitòleg estatunidenc James L. Peters.

## Taxonomia
Segons la Classificació del Congrés Ornitològic Internacional (versió 2.5, 2010) aquest gènere està format per dues espècies:
- cotorra banyuda (Eunymphicus cornutus).
- cotorra d'Ouvéa (Eunymphicus uvaeensis).